# Naptalam
Naptalam ist eine synthetisch hergestellte chemische Verbindung aus der Gruppe der Benzamide, die zur Unkrautbekämpfung eingesetzt wird.

## Gewinnung und Darstellung
Naptalam kann durch Reaktion von Phthalsäureanhydrid mit 1-Naphthylamin und Natriumhydroxid gewonnen werden.

## Eigenschaften
Naptalam ist ein brennbarer, wenig flüchtiger, purpurfarbener Feststoff mit unangenehmem Geruch, der sehr schwer löslich in Wasser ist. Er zersetzt sich bei Erhitzung. Sein Natriumsalz ist sehr gut löslich.

## Verwendung
Naptalam wird als Herbizid verwendet. Es stört die Wachstumsrichtung von Wurzeln. Die Wirkung beruht auf der Hemmung des Auxin-Transportes.

## Zulassung
Das Natriumsalz von Naptalam ist in den USA als Vorauflauf-Herbizid zur Bekämpfung von Blattunkräutern bei Kürbisgewächsen und Baumschulbeständen zugelassen. Es wurde 1949 von der Uniroyal Chemical Company entwickelt und 1956 als Herbizid zugelassen. 
Naptalam ist 2002 nicht in die Liste der in der EU zugelassenen Pflanzenschutzmittel-Wirkstoffe aufgenommen worden.
In Deutschland, Österreich und der Schweiz sind keine Pflanzenschutzmittel mit diesem Wirkstoff zugelassen.

## Sicherheitshinweise
Das Natriumsalz von Naptalam hat gemäß Anhang VI der Verordnung (EG) Nr. 1272/2008 (CLP) die harmonisierte Einstufung H302.